# Irma Karvikko
Irma Helena Karvikko, född 26 september 1909 i Åbo, död där 16 september 1994, var en finländsk redaktör och politiker.
Karvikko, som var dotter till montör Olof Werner Karvikko (Blomqvist) och Anna Aaltonen, genomgick folkskola i USA, blev student 1931 samt filosofie kandidat och filosofie magister 1935. Hon var redaktör vid Turun Sanomat 1937–1948 och därefter chefredaktör i Polttopiste (utgiven av Finska folkpartiet), tillförordnad före 1958 och permanent 1958–1962. 
Karvikko representerade Finska folkpartiet i Finlands riksdag 1948–1958 och från 1962, var socialminister 1953–1954 och 1957, elektor vid presidentvalen 1950 och 1956, viceordförande i Finska folkpartiet 1957–1958 och från 1962 och i Kvinnoorganisationernas centralförbund från 1952. Hon var medlem av Finlands delegation vid FN-session 1956.

## Utmärkelser
- Kommendörstecknet av Finlands Lejons orden[2]

[Redigera Wikidata]